# Leucotela nigripalpis
Leucotela nigripalpis là một loài bướm đêm trong họ Noctuidae.